# Waraseoni
Waraseoni ist eine Stadt im indischen Bundesstaat Madhya Pradesh. Die Stadt liegt im Südteil des Bundesstaates.
Die Stadt ist der Verwaltungssitz des gleichnamigen Distrikts Balaghat. Waraseoni hat den Status eines Municipal Councils. Die Stadt ist in 17 Wards gegliedert. Sie hatte am Stichtag der Volkszählung 2011 25.103 Einwohner.
Der Bahnhof von Waraseoni verbindet die Stadt mit dem Rest des Landes. Die Station ist Teil der South East Central Railway Zone der Indian Railways.